# Gare de Maison-Rouge-en-Brie
La gare de Maison-Rouge-en-Brie, aussi appelée Maison-Rouge, ou Leudon-Maison-Rouge, est une gare ferroviaire française de la ligne de Paris-Est à Mulhouse-Ville située sur le territoire de la commune de Maison-Rouge sur le hameau de Leudon, dans le département de Seine-et-Marne en région Île-de-France. Fermée au service des voyageurs depuis les années 1950, elle demeure ouverte au service des marchandises.

## Situation ferroviaire
La gare de Maison-Rouge est établie au point kilométrique (PK) 79,694 de la ligne de Paris-Est à Mulhouse-Ville, avant la gare ouverte de Longueville et après la gare fermée et désaffectée de Rampillon.

## Histoire
La compagnie des chemins de fer de l'Est met en service la station de Maison-Rouge lors de l'ouverture au service commercial, le 25 avril 1857, de la section de Nangis à Chaumont. 
La gare servait autant pour le trafic de voyageurs que pour le fret. Chaque jour, une locomotive en fin d'après-midi manœuvrait les rames vides et pleines. Elle repartait très souvent avec une rame complète de wagons de différents tonnages. Ils transportaient de l'argile et beaucoup de produits agricoles, comme de la paille, du fourrage, du lin, des grains en tous genres, de la laine, et chaque jour un wagon de lait pour l'ancienne laiterie de Leudon. 
En 1866, le prix des places pour Paris au départ de la station est de 8,30 fr en première classe, 6,20 fr en deuxième classe et 4,45 fr en troisième classe. En 1877, les tarifs passent à 9,10 fr en première classe, 6,80 fr en deuxième classe et 4,85 fr en troisième classe pour une distance de 80 km de la capitale. Il y avait un service d'omnibus qui allait de la gare aux communes de Donnemarie (située plus au sud) et Chemoise (située quant à elle au nord).
La gare connut en 1905 un accident ferroviaire tragique. Une personne voulut descendre de la rame trop tôt alors que les wagons n'étaient pas encore arrivés à la station ; elle fut mutilée par une rame qui la traîna pendant plus de 40 mètres et mourut. Les employés de la gare durent retirer son corps. En 1936, la gare est desservie par un service de banlieue dont le dernier arrêt est la gare de Longueville. Durant la période d'hiver, à Nangis, il y a six aller-retour chaque jour ouvrable.
La gare possédait un handicap important : elle n'était pas implantée à proximité du village mais proche un hameau éloigné, ce qui ne rendait pas l'utilisation de la ligne facile. Durant la Seconde Guerre mondiale, le trafic de voyageurs devint plus important, les voitures étant contrôlées. La gare fut très utilisée, principalement pour les déplacements scolaires. Dans les années 1950, le trafic de voyageurs de la gare fut de plus en plus transféré sur route. La même décennie, la gare fut fermée au service des voyageurs. En 1998, le bâtiment des voyageurs fut détruit ne laissant plus que les quais.

## Service de marchandises
La gare, gérée à distance, est ouverte au service de fret pour toutes les marchandises, à l'exclusion des marchandises dangereuses des 1re, 2e et 3e catégories. Le service est limité aux transports par train sur installations terminales embranchées (ITE).